# Stenoskolen (Nakskov)
Stenoskolen er en katolsk privatskole med adresse på Jernbanegade i Nakskov, hvis fundament og virke bygger på det katolsk-kristne livs- og menneskesyn – således som det kommer til udtryk i evangeliets og Kirkens lære. Skolen er dog åben for elever fra alle trossamfund. Skolen tilbyder undervisning til cirka 279 elever fordelt på 11 klassetrin – fra børnehaveklasse (0. klasse) til og med 10. klasse. Skolen har en fritidsordning (SFO) tilknyttet, som tilbydes skolens elever fra børnehaveklasse til 3. klasse inklusiv. Skolen var et børnehjem inden det blev en skole og det var nonner der passede børnene.[kilde mangler]
Skolen er en selvejende institution, som modtager statstilskud efter friskoleloven. Skolens bestyrelse har den økonomiske og administrative ledelse og består 7 medlemmer, som udpeges af den katolske biskop af København (formandsposten), forældrekredsen (3 forældrevalgte repræsentanter) og af menigheden ved Sankt Franciskus Kirke (3 medlemmer). Skolen er således nært tilknyttet Sankt Franciskus Kirke i Nakskov.

## Historie
Sankt Joseph Søstrene af Chambery kom til Danmark i 1856 og i de efterfølgende år åbnede de en række skoler – blandt andet i Fredericia (1866), Randers (1868), Ordrup (1888), Ringsted (1914), Maribo (1916) og Nykøbing Falster (1917). Sankt Joseph Søstrene etablerede skolen i Nakskov den 1. september 1920 som støtte og hjælp for de polske indvandrere på Lolland-Falster. I mange år fungerede skolen som et kombineret børnehjem og skole for børn fra katolske hjem, men sidenhen er elever fra andre trosretninger også blevet optaget. I 1972 tog skolen navneskifte til Stenoskolen, da den blev en selvejende institution. Skolen blev navngivet efter Niels Steensen, som i dag er skolens værnehelgen.